# Woodstock (del av en befolkad plats i Australien, Victoria)
Woodstock är en del av en befolkad plats i Australien. Den ligger i kommunen Whittlesea och delstaten Victoria, omkring 30 kilometer norr om delstatshuvudstaden Melbourne. Antalet invånare är 337.
Runt Woodstock är det tätbefolkat, med 947 invånare per kvadratkilometer.. Närmaste större samhälle är Reservoir, omkring 19 kilometer söder om Woodstock. 
Trakten runt Woodstock består till största delen av jordbruksmark. Genomsnittlig årsnederbörd är 1 244 millimeter. Den regnigaste månaden är juli, med i genomsnitt 140 mm nederbörd, och den torraste är januari, med 49 mm nederbörd.